# Orazio Mazzella
Orazio Mazzella (Vitulano, 30 maggio 1860 – Benevento, 30 luglio 1939) è stato un arcivescovo cattolico italiano.

## Biografia

### Formazione religiosa e ministero sacerdotale
Orazio Mazzella fu nipote del più noto cardinale Camillo Mazzella, esponente di primo piano della filosofia tomista in Italia, e di Ernesto Mazzella, arcivescovo metropolita di Bari e Canosa. Venne ordinato sacerdote il 22 settembre 1883, studiò Filosofia e Teologia all'Università Gregoriana di Roma, ove conseguì il dottorato. Teologo, noto per le sue opere di manualistica dogmatica e per i suoi scritti di morale, per molti anni fu apprezzato professore di Teologia nel seminario di Benevento e le sue pubblicazioni vennero spesso adottate in diversi istituti religiosi e teologici d’Italia.

### Ministero episcopale
Venne consacrato vescovo il 23 febbraio 1896 nella cappella dell'Almo Collegio Capranica di Roma per l’imposizione delle mani del cardinale Serafino Vannutelli. Titolare di Cime fu nominato vescovo ausiliare di Bari e il 19 ottobre 1897, solo pochi giorni dopo la morte dello zio Ernesto, venne nominato per acclamazione vicario capitolare.
Dall’ottobre 1898 all’agosto 1917 sarà arcivescovo a Rossano. Papa Leone XIII, lo elevò assistente al Soglio Pontificio e conte romano. Il 1º febbraio 1908, fu dichiarato membro dell’Accademia Romana di San Tommaso. Benedetto XV, il 14 aprile 1917, lo nominò arcivescovo di Taranto. Prese possesso dell'arcidiocesi il 13 ottobre dello stesso anno per poi lasciare il ministero episcopale il 25 marzo 1935. Fu presidente della Conferenza episcopale pugliese. Morì a Benevento il 30 luglio 1939.

## Attività apostolica

### Il periodo calabrese nell'arcidiocesi di Rossano
Per 19 anni fu arcivescovo di Rossano. Fu molto vicino alle esigenze spirituali della popolazione calabrese soprattutto di quella che viveva nel territorio extra-urbano, e governò con fermezza e profondo discernimento l'arcidiocesi a lui affidata. Nel 1903 incontrò non poche resistenze da parte del clero del centro urbano di Rossano che non ottemperava alle sue disposizioni emanate per la cura della vita spirituale e religiosa dei fedeli che vivevano nelle campagne della città. La fermezza con la quale cercò di regolamentare queste resistenze fu causa di una dura contrapposizione tra vescovo e parroci che portò a scomodare la Santa congregazione del concilio. I preti vi fecero ricorso per vedere rispettate le proprie giurisdizioni, ma la Santa Sede, con lettera del 17 febbraio 1906, diede ragione all'arcivescovo intimando al clero di Rossano di attenersi alle disposizioni emanate dalla curia locale.  Mons. Mazzella fu abile risolutore della questione e il 1º maggio 1906 istituì, nella Cattedrale, la parrocchia di Maria Santissima Achiropita, assegnandovi la cura del territorio extra-urbano e aggregandola aeque principaliter et in perpetuum all'arcipretura, la quale avrebbe avuto la collaborazione di un buon numero di vicari, con tutti i diritti e doveri dei parroci. Cercò di inculcare ai sacerdoti l'importanza della vita spirituale e l'impegno pastorale attraverso la partecipazione agli esercizi spirituali che proponeva loro in diocesi. Questi si tennero presso Santa Maria delle grazie e presso i padri Liguorini di Sant'Andrea apostolo dello Ionio in Catanzaro. Il 18, 19 e 20 luglio 1906 convocò il sinodo diocesano nel tentativo di aggiornare un clero diocesano generalmente poco preparato al fine di renderlo partecipe delle sfide e dei cambiamenti che la Chiesa era chiamata ad affrontare e che venivano dal modernismo e dalle politiche di secolarizzazione imposte in molti Stati europei.
Fu uomo di grande carità che ebbe modo di manifestare specialmente durante la prima guerra mondiale, quando mise in atto tutte le sue qualità di pastore e di padre del popolo fondando l'orfanotrofio per i figli dei caduti dedicato alla Madonna Achiropita.

### Il periodo pugliese nell'arcidiocesi di Taranto

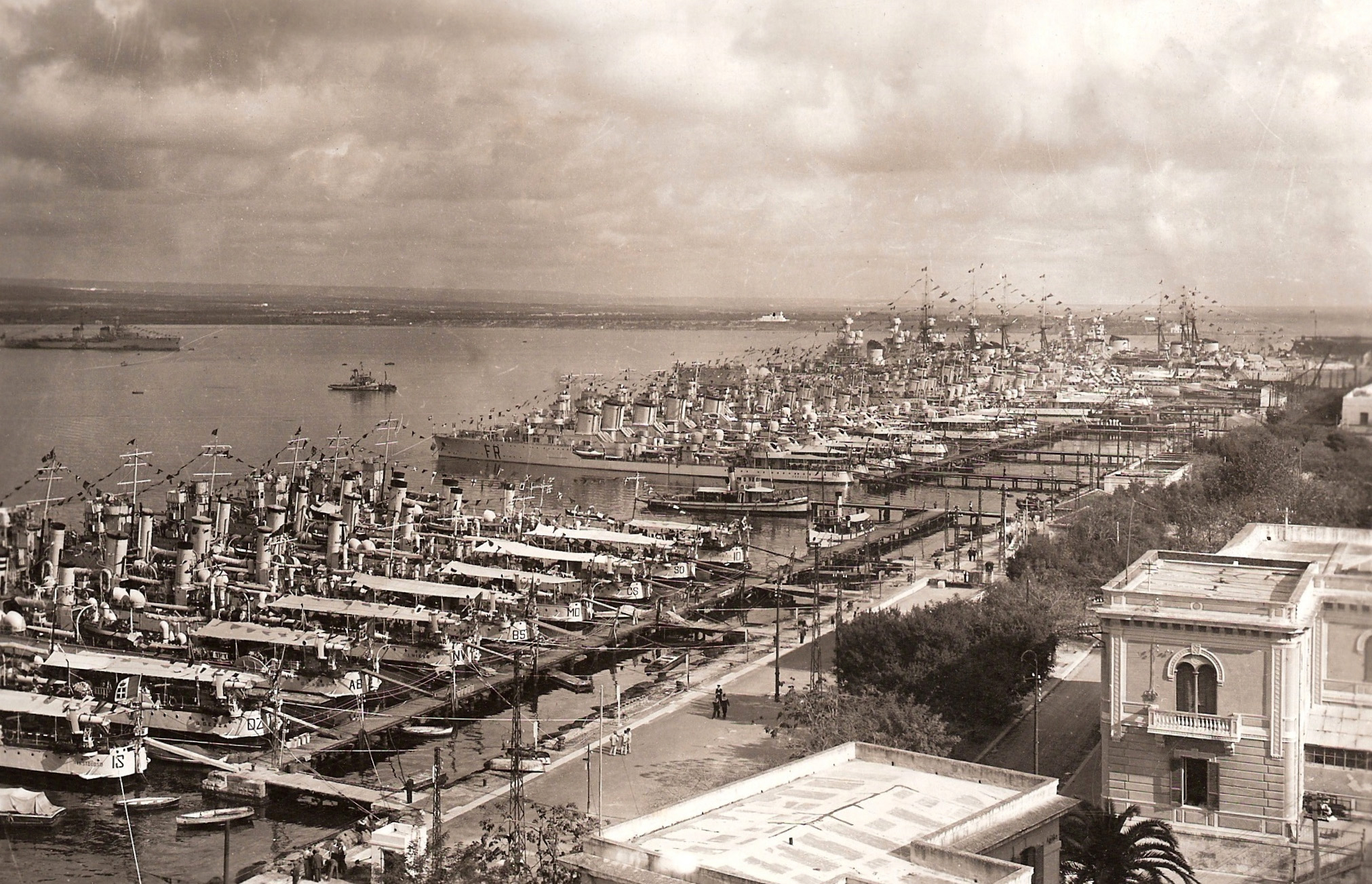
Navi italiane alla fonda nel porto di Taranto nel 1921, una delle principali basi della Regia Marina

#### Una città a vocazione militare
Nonostante la nomina ad arcivescovo di Taranto fosse giunta dal Papa il 14 aprile 1917, egli prese possesso della diocesi solo il 13 ottobre dello stesso anno. La realtà tarantina era però ben diversa da quella della tranquilla cittadina calabrese. Taranto, con il suo Arsenale militare, voluto dal Parlamento italiano con la legge n. 833 del 29 giugno 1882, era un polo militare di ultima generazione e di rilevanza strategica per la difesa del versante Adriatico e della posizione dell'Italia nel Mediterraneo. Qui si costruivano le navi da guerra e ciò ne aumentò la sua importanza sia dal punto di vista economico che militare, oltre che demografico. Tutto questo però non scoraggiò il dottissimo presule di nomina leonina, anche se spesso le sue posizioni dottrinali e teologiche lo portarono a suscitare non poche contestazioni attorno alle sue pubblicazioni e discorsi pubblici.

#### Il terremoto di Messina
All'indomani della tragedia del terremoto calabro-siculo del 1908, che colpì duramente Messina e la Calabria, l'arcivescovo, ancora legato al popolo calabrese, fece alcune riflessioni. Il tragico evento veniva interpretato da Mazzella come funzionale alla salvezza dell'uomo che attraverso tale punizione poteva redimersi: 
(Mons. Orazio Mazzella)

#### Il pensiero sulla Grande Guerra
Anche sulla Prima guerra mondiale, merita particolare considerazione l'atteggiamento che ebbe sulla "disastrosissima guerra", come la definì Papa Benedetto XV nell'enciclica Ad Beatissimi del 1º novembre 1914, "sanguinosa guerra, ...figlia dell'egoismo nazionalistico, dell'odio di razza, della lotta di classe, della scristianizzazione della società e del rovesciamento dei fini dell'attività dell'uomo nella pura pratica empirica del soddisfacimento personale", che originò molteplici polemiche tra i cattolici per l'atteggiamento di denuncia della Santa Sede. Egli, nel 1917, "ammetteva il principio della guerra giusta per violazione di un diritto certo, di cui non si è potuto ottenere riparazione in modo pacifico. L'entrata in guerra dell'Italia non sarebbe stata legittimata da spirito espansionistico, ma dalla necessità di una difesa contro la volontà aggressiva degli imperi centrali". Ne Il Catechismo della guerra affermava che: 
(Mons. Orazio Mazzella, Il Catechismo di guerra.)
Il Catechismo della guerra di Mazzella è stato oggetto di un puntuale studio da parte dello storico Giuseppe Ferraro. Le posizioni di Mazzella vengono definite dallo studioso come un caso di studio rilevante, perché provenivano da uno degli esponenti più dotti dell'episcopato calabro di quel periodo. "L'opera di Mazzella, a differenza di altre pubblicazioni di identico genere che avevano come riferimento i soldati, era riferita infatti alle comunità dei credenti, al fronte interno". 
Con la sua opera cercava sì di spiegare la guerra in una chiave cristiana, ma tentava anche di mobilitare il fronte interno che mostrava segni di cedimento, non solo a livello politico-militare. Il perdurare della guerra e dei suoi lutti portò in molte circostanze ad atteggiamenti, da parte dell'opinione pubblica, di scoraggiamento e di malumori nei confronti dello stato e della stessa religione, incapace di bloccare il conflitto in atto nonostante le preghiere e continue celebrazioni volute anche dal pontefice. Il discorso religioso di Mazzella «sulla guerra era volto principalmente a legittimare la partecipazione al conflitto dei cattolici» ed era un chiaro primo passo di riavvicinamento della Chiesa cattolica nei confronti dello Stato liberale che poneva le basi di future intese.

#### L'Azione Cattolica diocesana e il fascismo
Quando nel maggio del 1931 i prefetti di tutt'Italia ebbero ricevuto disposizioni dal ministro dell'Interno Benito Mussolini di procedere allo «scioglimento di tutte le associazioni giovanili non dipendenti direttamente dal Partito Nazionale Fascista e dall'Opera nazionale balilla, tra le preoccupazioni principali dell'arcivescovo Mazzella vi fu quella di salvaguardare l'Azione Cattolica, soprattutto giovanile, la quale, grazie al suo particolare interesse, aveva avuto in quegli anni un fiorente sviluppo. Egli protestò attraverso il Bollettino Ufficiale della diocesi e fece annullare, per solidarietà con i giovani cattolici, una grande manifestazione di chiusura del mese mariano prevista per il 31 maggio, oltre naturalmente la processione del Corpus Domini voluta dalla stessa Santa Sede. E quando, il 2 settembre 1931, il negoziato tra Regime e Santa Sede si concluse con una intesa e i circoli della Gioventù cattolica poterono riaprire, anche se formalmente ristretti nelle loro attività e sotto il pieno controllo dell'autorità ecclesiastica, all'arcivescovo Mazzella, presidente in carica della Conferenza Episcopale Pugliese, fu riconosciuto, da parte dei vescovi pugliesi con a capo l'arcivescovo di Bari e Canosa Augusto Curi, il merito di aver guidato e tenuto uniti i cattolici pugliesi dinnanzi alla passione dell'Azione Cattolica.
Lasciò il governo dell'arcidiocesi ufficialmente per motivi di salute il 1º novembre 1934. Fu infine nominato dalla Santa Sede arcivescovo titolare di Laodicea di Siria. Si spense a Benevento nell'estate del 1939.

## Opere realizzate
A Taranto nel 1929 fece costruire un tempio intitolato a Santa Teresa del Bambin Gesù, canonizzata appena quattro anni prima. Il completamento avvenne nel 1931. Monsignor Mazzella vi istituì la rettoria affidandola alle cure di don Peppino Martellotta, rendendola dipendente dalla parrocchia del Sacro Cuore, allora dei salesiani.

## Scritti
- Prima Synodus Dioecesana ab Ill.mo et Rev.mo Domino Horatio Mazzella Dei et Apostolicae Sedis gratia Archiepiscopo Rossanen in Metropolitana Ecclesia diebus 18, 19, 20 Julii A.D. 1906 celebrata, Napoli, Premiata Tipografia dei Sordomuti Ss. Filippo e Giacomo, 1906
- Ordo divini officii ad horas canonicas, et missae sacrificium quotidie servandus in civitate, et dioecesi rossanensi pro anno domini MDCD juxta ritum breviarii, et missalis romani novissime recogniti illustris. et reverendiss. domini d. Horatii Mazzella sacrae theologiae doctoris dei, et apostolicae sedis gratia archiepiscopi rossanensis jussu editus Senis, ex officina archiep. edit. S. Bernardini, 1900
- Praelectiones scholastico-dogmaticae quas habebat camillus cardinalis mazzella tractatibus qui deerant locupletatae atque in Compendium redactae, auctore Horatio Mazzella. Voll. 1.-4 Romae, Desclee, Lefebvre Et Soc. Edit., 1899-901 (Ex Off. Typ. Forzani)
- Notificazione pastorale dell'episcopato pugliese al clero ed al popolo della loro diocesi,[Orazio arcivescovo di Taranto], Roma, Tip. Cuore di Maria, 1931
- La vera chiesa e le false chiese: il protestantesimo è vera chiesa? È vera religione?, Orazio Mazzella Taranto : Stab. tip. Arcivescovile, dopo il 1930!
- Per l'e.mo Cardinale Camillo Siciliano di Rende: elogio letto nei solenni funerali celebrati a cura del Municipio di Benevento nella chiesa della SS. Annunziata il 15 giugno 1897, Mazzella Orazio, Ostuni, Tip. Ennio, 1897
- Orazio Panegirici, conferenze, discorsi, Orazio Mazzella, Taranto, Tipografia Arcivescovile, 1927
- Complectens tractatus de Deo Uno ac Trino et de Deo Elevante, Horatio Mazzella, Torino, Società editrice internazionale, stampa 1924 Fa parte di: Praelectiones scholastico-dogmaticae breviori cursui accommodatae auctore Horatio Mazzella

## Genealogia episcopale
La genealogia episcopale è:
- Cardinale Scipione Rebiba
- Cardinale Giulio Antonio Santori
- Cardinale Girolamo Bernerio, O.P.
- Arcivescovo Galeazzo Sanvitale
- Cardinale Ludovico Ludovisi
- Cardinale Luigi Caetani
- Cardinale Ulderico Carpegna
- Cardinale Paluzzo Paluzzi Altieri degli Albertoni
- Papa Benedetto XIII
- Papa Benedetto XIV
- Papa Clemente XIII
- Cardinale Marcantonio Colonna
- Cardinale Giacinto Sigismondo Gerdil, B.
- Cardinale Giulio Maria della Somaglia
- Cardinale Carlo Odescalchi, S.I.
- Cardinale Costantino Patrizi Naro
- Cardinale Serafino Vannutelli
- Arcivescovo Orazio Mazzella